# Rino Bizzarro
Rino Bizzarro (Bari, 23 luglio 1946) è uno scrittore, regista e attore italiano.
Attualmente lavora nella Compagnia Puglia Teatro.
Ha incominciato con gruppi dilettantistici già sui banchi di scuola; poi con l'Università è approdato al Centro Universitario Teatrale di Bari, fra il 1965 e il 1970.

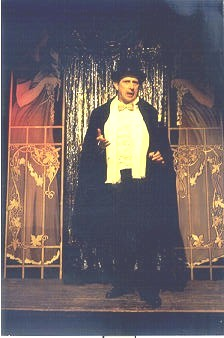

Nel 1970 decide per l'emigrazione, scritturato dalla Compagnia "Teatro Insieme" di Roma, con cui ha lavorato ne "I tre Moschettieri" di Roger Planchon da Dumas (199 repliche in 97 città: il giro nazionale che le Compagnie più importanti effettuano in ogni stagione) e ne "I nuovi pagani" di Nicola Saponaro. Poi al Centro Attori di Milano, quindi il rientro a Bari per l'operazione "Bari Teatro", ultimo tentativo in ordine di tempo dell'Amministrazione Comunale di Bari di dare vita ad un Teatro Stabile regionale. Con la fine di Bari Teatro si prospettavano due vie possibili: il ritorno all'emigrazione oppure il tentativo di avviare in loco le prime esperienze di teatro professionistico.
Bizzarro sceglie quest'ultima via, dando vita ad una sua Compagnia Puglia Teatro, insieme ad altri, che avevano fatto la stessa scelta di restare. Alla Compagnia Puglia Teatro si deve, fra le tante altre cose, la prima riproposta teatrale di Don Pancrazio Cucuzziello, la Maschera teatrale pugliese derivante dalla Commedia dell'arte, dimenticata fra le pieghe del teatro napoletano dell'800, dove essa ebbe un enorme successo accanto al Pulcinella di Antonio Petito.
Su questa maschera Rino Bizzarro ha scritto, assieme a Daniele Giancane, Don Pancrazio Cucuzziello: Per un teatro popolare nella scuola dell'obbligo (1979) ed È di scena Don Pancrazio Cucuzziello (1983), libri per diversi anni adottati dall'Università di Bari. Per il teatro Bizzarro ha scritto una ventina di testi, molti dei quali rappresentati in Puglia e fuori, fino ad arrivare a Bruxelles, invitato dalla CEE a rappresentare la Puglia teatrale. Del 1990 è il libro Il Sottano: Un Caffè e una cultura sparita, sul Caffè/Galleria della Bari degli anni '40 e '50.
Alcuni suoi lavori sono stati tradotti in diverse lingue; ancora del 1990 è la raccolta di poesie Specchio deformante, tradotta dal giornalista Dragan Mraovic e pubblicata nella ex Jugoslavia dalla Casa Editrice Gràdina di Nìs.
Ha lavorato 16 anni per la RAI scrivendo, dirigendo e partecipando ad una lunga serie di sceneggiati radiofonici (una cinquantina) e programmi culturali, alcuni dei quali trasmessi anche all'estero. Ha pubblicato 12 libri di poesia.
Ha collaborato e collabora a numerosi giornali e riviste; è comparso in molte antologie e saggi critici fra gli autori della Quinta Generazione. Fra le sue numerose interpretazioni come attore ricordiamo il soldato Bekman in Fuori della porta di Wolfgang Borchert, Pinocchio in uno sceneggiato radiofonico prodotto dalla Rai, il Signore dal pastrano verde in Musica di foglie morte di Pier Maria Rosso di San Secondo, Pulcinella nella omonima commedia di Luigi Chiarelli, il Conte Gerardo di Gersy in Fuochi d'artificio ancora di Luigi Chiarelli con la Compagnia di prosa della terza edizione del Festival della Valle D'Itria a Martina Franca e tante altre, oltre alla Maschera di Don Pancrazio Cucuzziello i cui panni ha vestito per circa vent'anni.
Insieme a Daniele Giancane e a Francesco Bellino nel 1981 ha fondato la casa editrice La Vallisa con la omonima rivista che è al trentunesimo anno di vita.
Nel 2005 ha curato il volume Su il Sipario - Viaggio nella drammaturgia pugliese del secondo Novecento (Levante Editori, Bari).
Nel 2002 ha fondato "L'Eccezione di Puglia Teatro", centro teatrale e culturale multivalente nel cuore del Quartiere Libertà di Bari che ogni anno offre ad ingresso gratuito una ricca stagione di eventi di alto livello culturale.
Nell'Aprile del 2007, il Ministero per i Beni e le Attività culturali ha riconosciuto l'Archivio di Puglia Teatro "di notevole interesse storico", primo in Puglia e Basilicata ad ottenere tale riconoscimento.
Nel 2011, presso l'Università degli Studi di Bari "Aldo Moro", è stata discussa una tesi di laurea su "Rino Bizzarro, un intellettuale del Sud - Le opere per l'infanzia".
Nel 2022, è stato conferito il Premio Nazionale di Teatro "Franco Enriquez" - Città di Sirolo a Rino Bizzarro nella sezione "Direzione Artistica" e a L'Eccezione di Puglia Teatro nella categoria "Teatri e Luoghi di Spettacolo".

## Opere

### Poesia
- Lo smarrito sentiero (Ed. Schena, Fasano, 1968).
- Il luogo e il tempo (Ed. Giardini, Pisa, 1973).
- L'ora dell'aria (Ed. Interventi Culturali, Bari, 1978).
- Poesie e altre minuzie (Ed. La Vallisa, Bari, 1981).
- Post scriptum (Ed. La Vallisa, Bari, 1984).
- Io sono un outsider (Ed. La Vallisa, Bari, 1987).
- Battuta di soggetto, (Ed. Forum Quinta Generazione, Forlì, 1988).
- Specchio deformante, (Ed. Gradina, Nis (Serbia), 1990).
- Entr'acte - In appendice "Quattro raccontini" (Ed. Levante, Bari, 1993).
- Spundapete (Poesie in vernacolo barese con traduzione a fronte) (Ed. Levante, Bari, 1998).
- Prove di assenza - In appendice Filecenza (Poesie in vernacolo barese con traduzione a fronte) (Ed. Levante, Bari, 2002).
- Libertà - Poesie per un Quartiere con Daniele Giancane (Ed. La Vallisa, Bari, 2007).
- Confiteor - Poesie d'amore e altre trasgressioni (Ed. Progedit, Bari, 2020).

### Teatro
- Don Pancrazio Cucuzziello - Debutto a Bari, 04/12/1975, Teatro Comunale Piccinni, Compagnia Puglia Teatro.
- Varietà - Debutto a Bari, 04/05/1978, Piccolo Teatro, Compagnia Puglia Teatro.
- Don Chisciotte della Mancia Cavaliere con la Lancia - Spettacolo per ragazzi - Debutto a Bari, Scuola Zingarelli, 09/01/1979, Compagnia Puglia Teatro.
- Il Teatrino di Don Pancrazio - Debutto a Bari, 24/10/1979, Teatro Abeliano, Compagnia Puglia Teatro.
- Totò stai qua? - Debutto a Taranto, Teatro Verdi, 28/04/1981, Compagnia Puglia Teatro.
- Testa Rossa - Spettacolo per ragazzi (dal romanzo di Alberto Manzi), Debutto a Bari S. Paolo, 19/12/1981, Centro della Regione Puglia CSC, Compagnia Puglia Teatro.
- Il Carro di Tespi di Don Pancrazio in “È di scena Don Pancrazio Cucuzziello”, Ed. Levante, Bari, 1983.
- Amore, Sposalizio e Mazzate - Debutto a Bari, Teatro Mediterraneo, 02/04/1983, Compagnia Puglia Teatro.
- Salone Margherita - Debutto a Bari, Teatro Mediterraneo, 06/12/1984, Compagnia Puglia Teatro.
- La Comare - Debutto a Bari, Teatro Royal, 30/01/1986, Compagnia Puglia Teatro.
- Mattitutti - Debutto a Bari, Piccolo Teatro, 28/01/1989, Compagnia Puglia Teatro.
- Magie du Varieté - Debutto a Bari, Piccolo Teatro, 25/12/1993, Compagnia Puglia Teatro.
- Lo Squillo del Successo - Debutto a Bari, Piccolo Teatro, 12/04/1997, Compagnia Puglia Teatro.
- Il Sottano - con Vito Maurogiovanni - Debutto a Bari, Auditorium La Vallisa, 25/05/2001, Compagnia Puglia Teatro.
- Nella penombra - Sinfonia teatrale in 5 movimenti in “Su il sipario – Viaggio nella drammaturgia pugliese del Secondo Novecento”, Ed. Levante, Bari, 2005.
- Volevo Fare la Ballerina - Debutto a Bari, L’Eccezione, 10/04/2005, Compagnia Puglia Teatro.
- Proscenio per Due - Debutto a Roma, Teatro Il Politecnico, 31/10/2007, Compagnia Puglia Teatro.
- Bassa Banda - in “La Vallisa”, Quadrimestrale di Letteratura ed altro, Ed. Besa, Nardò (LE), 2008.
- Il Formicone - Omaggio a Tommaso Fiore – Debutto a Bari, L’Eccezione, 28/12/2011, Compagnia Puglia Teatro.
- La Folla dei Ricordi - Debutto a Bari, L’Eccezione, 29/12/2013, Compagnia Puglia Teatro.

### Prosa radiofonica RAI
- L'Angolo della Poesia - 9 puntate dal 31/08/1977.
- Salone Margherita - 10 puntate dal 27/06/1978.
- Amore - 7 puntate dal 27/12/1978.
- Puglia in Palcoscenico - 7 puntate dal 30/07/1979.
- Don Pancrazio e la Comare - 6 puntate dal 26/05/1980.
- Pugliesità - 13 puntate dal 07/10/1980.
- Le Chiavi della Fantasia (dalle fiabe di Daniele Giancane) - 8 puntate dal 26/11/1985.
- La Voce dei Poeti - 12 puntate dal 09/02/1987.
- Affettuosamente - 12 puntate dal 26/10/1987.
- Il Sottano - 12 puntate dal 16/01/1989.
- Pinocchio in lingua barese (dal romanzo di Carlo Collodi) - 12 puntate dal 16/10/1989.
- Magie du Varieté - 10 puntate dal 18/12/1990.
- Secondo Clarino con Donato Bitetti - 12 puntate dal 03/11/1992.

### Altre opere
- È di scena Don Pancrazio Cucuzziello con Daniele Giancane (Ed. Levante, Bari, 1983).
- Il Sottano - Un Caffè e una cultura sparita (Ed. Levante, Bari, 1990).
- Su il Sipario - Viaggio nella drammaturgia pugliese del secondo Novecento (Ed. Levante, Bari, 2005).
- BARI così - Personaggi (Ed. Levante, Bari, 2015).
- PUGLIA TEATRO - Tutta la Storia (Ed. Levante, Bari, 2016).

### Archivio teatrale personale e de “L’Eccezione di Puglia Teatro”
Presso la sede della Compagnia Puglia Teatro è depositato il suo archivio personale dichiarato “di notevole interesse storico” dal Ministero dei Beni Culturali nell’aprile del 2007, contenente manifesti, locandine, pieghevoli illustrativi, programmi di sala, riguardanti l’attività teatrale con Puglia Teatro, con L’Eccezione e con altre Compagnie di giro; foto di scena e di prove; rassegna stampa, articoli relativi all’attività teatrale e letteraria; materiale in video VHS e DVD relativi agli spettacoli, ai laboratori teatrali, alle attività culturali; audiocassette e CD relativi a programmi scritti e realizzati per la Rai; opere culturali, teatrali e poetiche, interventi, saggi critici e tesi di laurea,  relativi agli ultimi sessant’anni di storia (dal 1960 ad oggi).

## Riconoscimenti
- 1978 – Premio “Ignazio Ciaia” della Fondazione “Nuove proposte” dell’Avv. Elio Greco, a Martina Franca (TA), per il volume “L'ora dell'aria” di Rino Bizzarro, Ed. Interventi Culturali, Bari, 1978.
- 2022 – Premio Nazionale di Teatro "Franco Enriquez" – Città di Sirolo a Rino Bizzarro nella sezione "Direzione Artistica" e a L'Eccezione di Puglia Teatro nella categoria "Teatri e Luoghi di Spettacolo".[1]